# Laminacauda montevidensis
Laminacauda montevidensis là một loài nhện trong họ Linyphiidae.
Loài này thuộc chi Laminacauda. Laminacauda montevidensis được Eugen von Keyserling miêu tả năm 1878.